# لهجة بغدادية
وهي لهجة سكان مدينة بغداد في العراق. وتمتاز اللهجة البغدادية الحديثة بالبساطة، وبطء الكلام ووضوحه، غير ان لها اختلافا كبيرا عن اللهجة البغدادية القديمة والتي بدأت تنحسر مع بداية القرن العشرين بسبب دخول الكثير من اللهجات من مناطق العراق المختلفة.

## لهجة بغداد القديمة
تنتمي لهجة بغداد القديمة إلى مجموعة لهجات بلاد ما بين النهرين الشمالية، حيث تميزت لهجة بغداد القديمة بالعلو والرقة لانها لهجة حاضرة إمبراطورية كبيرة في ذلك الوقت. مما أدى إلى لفظ الراء غيناً كما حدث بالنسبة للهجة سكان مدينة باريس التي كانت تلفظ الراء غيناً وأثرت على فرنسا بأكملها. وهذا بالضبط ما حدث للهجة أهل بغداد. وهي قريبة جدا من اللهجة الموصلية الحالية. أما الفئتان أو الطائفتان الوحيدتان اللتان بقيتا تتكلمان هذه اللهجة هما المسيحيون واليهود البغداديون، ولقد ذكر هذا الأمر الشيخ جلال الدين الحنفي البغدادي في معجم اللغة العامية البغدادية تحت باب حرف الراء. ويُعتقد بأن لتوافق كارثتي الفيضان والطاعون في عام 1831 إضافة إلى الاضطراب السياسي الحاصل بسبب انتهاء حكم المماليك كل ذلك كان له دورا في انقراض لهجة بغداد القديمة، حيث تم تعويض النقص في سكان المدينة من خلال استيطان أهل الريف في بغداد مما أدى إلى تطور وتغير اللهجة البغدادية الحديثة.

## لهجة بغداد الحديثة
مع بداية القرن العشرين بدأت تتكون في بغداد لهجة جديدة هي اقرب إلى البداوة الفصحى، تمتاز بالبساطة، وبطأ الكلام ووضوحه.

## لهجات بغداد الرئيسية
- 1) لهجة الرصافة التي كانت هي بغداد الشرقية المسورة، وهي من باب المعظم إلى باب الشرجي.
- 2) لهجة الكرخ القديمة التي هي قسيمة الرصافة، وهي لهجة أهل كرادة مريم والصالحية والشواكة والكريمات إلى الجعيفر.
- 3) لهجة كظماوية
- 4) لهجة الأعظمية
- 5) لهجة الكريعات.
- 6) اللهجة الشروكية وهي لهجة أهل بغداد القادمين من جنوب العراق ولم يتفرقوا بين أحياء بغداد بل سكنوا مجتمعين في بعض الأحياء، ومناطقهم الرئيسية هي الثورة والشعلة والكسرة، وهم يتكلمون بلهجة بغدادية[2] لها آثار من محافظة العمارة والناصرية، فهم لا يتكلمون كأهل تلك المحافظات ولكن تظهر آثار أصولهم في كلامهم، وسبب تسميتها شروكية هو ما اعتاد عليه أهل العراق في الماضي والحاضر على تسمية الجنوب شرقاً، فهم يسمّون الريح الجنوبية الحارة «هوا شرجي، أي: شرقي» كما يسمّون الريح الشمالية الباردة «هوا غربي»، وهم يُسمّون أهل الجنوب (الشرجية[الشروكية]) والمقصود بهم سكنة الشرق أي جنوب العراق.[3]، وأصحاب هذه اللهجة يكرهون هذه التسمية ويعدّونها من الذَمّ.

## كلمات بغدادية

### مفردات أساسية

#### الأيام
في اللهجة البغدادية اسم لليوم الذي فيه الإنسان وثلاثة أيام قبله وثلاثة بعده في الأسبوع.
| أول أول أمس     | أول أمس     | أمس     | اليوم | غداً | بعد غدٍ  | بعد غدِ الغد |
| --------------- | ----------- | ------- | ----- | --- | ------- | ----------- |
| أول أوّلْ البارْحة | أوّلْ البارْحة | البارْحة | اليوم | باچ‍ر | عُقُب باچ‍ر | عُقُب عُقُب باچ‍ر |

#### مفردات عامة
- لعد؛ مستعملة كثيراً في بغداد وتعني إذن. فـ (لا) هي أداة نفي في اللغتين العربية والمندائية، وكلمة (آد) تعني (فإن، إذن، إلى حين، حتى) وهي تفيد المعنى ذاته.
- اهْوايه: كثير[5]
- كافي: كفى.
- أكو: يوجد، وعكسها: ماكو: بمعنى لا يوجد.[6]
- شكو: ماذا
- آني: أنا
- إنتَ: أنتَ لمخاطبة المذكر
- إنتِ: إنتِ لمخاطبة المؤنث
- شبيك: ماذا بك
- علمود: من أجل
- باوع: شوف
- چمچة (الحرف [چ] يلفظ مثل حرفي ch في كلمة [cheap]): مغرفة الطعام أو المرق
- مرگة (الحرف [گ] يلفظ مثل حرف g في كلمة [game]): مرق
- چفچير: مغرفة الرز
- رازونة: زاوية في الحائط
- تمن: رز
- قَنفة: أريكة
- بَردة: ستارة
- حنفية أو طرمبة أو بوري: صنبور
- ماصة: مكتب، منضدة كتابة[7]
- دشداشة: ثوب
- چَراوية: كوفية
- عرقچين: طاقية
- صاية وزبون: الزي البغدادي الاصيل للرجال
- تراچي: قرط (مجوهرات)
- شجر: كوسى